# Kenneth E. Iverson
Kenneth Eugene Iverson (17 de desembre de 1920 – 19 d'octubre de 2004) fou un informàtic canadenc notable per haver desenvolupat el llenguatge de programació APL l'any 1962. Va rebre el Premi Turing l'any 1979 per les seves contribucions a la notació matemàtica i la teoria de llenguatges de programació. El Premi Iverson per contribucions a APL porta el seu nom.

## Biografia
Ken Iverson va néixer el 17 de desembre de 1920 a Camrose, una ciutat del centre d'Alberta, al Canadà. Els seus pares eren grangers d'ascendència noruega que havien arribat a Alberta des de Dakota del Nord. Tot i mostrar de ben petit molta facilitat per les matemàtiques, aprenent càlcul infinitesimal pel seu compte a l'adolescència, va deixar l'escola als quinze anys per treballar a la granja dels seus pares. No obstant, durant la Segona Guerra Mundial, durant el servei militar a la Força Aèria, va obtenir el diploma amb cursos per correspondència. Després de la guerra, va poder entrar a la Queen's University de Kingston, Ontario i es va llicenciar el 1950 en matemàtiques i física.
Va continuar la seva formació a Harvard i el 1951 va obtenir el màster de matemàtiques i va començar a treballar amb Howard H. Aiken i Wassily Leontief. Howard Aiken havia desenvolupat el Harvard Mark I, un dels primers ordinadors digitals a gran escala, mentre que Wassily Leontief era un economista que estava desenvolupant el model input-output d'anàlisi econòmica, feina que li valdria el premi Nobel. El model de Leontief necessitava matrius molt grans i Iverson va treballar en programes que podien avaluar aquestes matrius en un Harvard Mark IV. Iverson va doctorar-se en matemàtiques aplicades amb una tesi basada en aquest treball. Iverson es va quedar a Harvard de professor ajudant durant els cinc anys següents, però no va aconseguir la plaça fixa.
El 1960 va anar a treballar a IBM per convertir la seva notació en un llenguatge de programació per a l'IBM System/360. El 1980, Iverson va plegar d'IBM i va anar a treballar a I. P. Sharp Associates, una empresa canadenca líder en APL on, entre altres coses, va participar en la continuació del desenvolupament del llenguatge APL. El 1987 es va retirar d'I. P. Sharp.
L'estiu de 1989, Roger Hui i Arthur Whitney, juntament amb Iverson, van crear un prototip d'intèrpret que seria l'origen del llenguatge de programació J, una variant d'APL. Iverson i Roger Hui van continuar col·laborant en J durant els següents quinze anys.
Ken Iverson va morir d'un atac de feridura el 19 d'octubre de 2004, als 83 anys.

## Obra
Iverson va desenvolupar una notació matemàtica coneguda com a Notació Iverson per manipular vectors, que va ensenyar als seus estudiants, i que va descriure al seu llibre de 1962 A Programming Language. El 1960, va començar a treballar a IBM i treballant amb Adin Falkoff, va crear APL basat en la notació que havia desenvolupat. Fou nomenat IBM Fellow el 1970.
A final de 1989, Ken Iverson i Roger Hui van començar a col·laborar en la continuació d'un llenguatge similar a APL que van anomenar J, i que fou presentat públicament a la conferència APL90 de l'any següent. Les millores eren per solucionar alguns dels problemes amb el joc de caràcters que havien afectat APL des del començament, i per afegir-hi noves funcionalitats avançades com la programació funcional, vectors de variables, i suport per operacions en paral·lel MIMD (múltiples instruccions, múltiples dades), algunes de les quals encara no apareixen a APL avui en dia. La intenció era que J fos una millora d'APL. L'intèrpret i el llenguatge J continuen evolucionant avui en dia, i n'hi ha una versió amb la llicència GPL3.